# Pseudoboa nigra
Espèce
Synonymes
- Scytale neuwiedii var. nigrum Duméril, Bibron & Duméril, 1854
- Pseudoboa albomaculata Mello, 1926

Pseudoboa nigra  est une espèce de serpents de la famille des Dipsadidae.

## Répartition
Cette espèce se rencontre :
- au Brésil ;
- en Bolivie ;
- au Paraguay.

Sa présence est incertaine en Argentine.

## Publication originale
- Duméril, Bibron & Duméril, 1854 : Erpétologie générale ou histoire naturelle complète des reptiles. Tome septième. Deuxième partie, p. 781-1536 (texte intégral).